# Państwowa Komisja Cen
Państwowa Komisja Cen – naczelny organ administracji rządowej istniejący w latach 1953–1982, powołany w celu usprawnienia jednolitego systemu ustalania cen, opłat i stawek taryfowych i ochrony interesów nabywców.

## Powołanie Komisji
Na podstawie dekretu z 1953 r. o ustaleniu cen, opłat i stawek taryfowych ustanowiono Państwową Komisję Cen przy Radzie Ministrów.

## Zakres działania Komisji
Do zakresu działania Komisji należało:
- opracowywanie i opiniowanie wniosków dotyczących cen, opłat i stawek taryfowych, których ustalanie należy do zakresu działania Rady Ministrów oraz opracowywanie wniosków co do wytycznych Rady Ministrów dla ustalania cen, opłat i stawek taryfowych,
- ustalanie cen, opłat i stawek taryfowych, które nie należą do zakresu działania Rady Ministrów, a zostaną przez Radę Ministrów zlecone Komisji,
- inne czynności w zakresie cen, opłat i stawek taryfowych zlecone przez Radę Ministrów.

## Zniesienie Komisji
Na podstawie ustawy z 1982 r. o utworzeniu urzędu Ministra do Spraw Cen zniesiono Państwową Komisję Cen.